# Jaroslav Jebavý
Jaroslav Jebavý (30. července 1952 Jilemnice – před 27. březnem 2023) byl český konceptuální malíř, autor kreseb, objektů a koláží.

## Život
Dětství prožil v Dolní Branné, rané mládí v Hradci Králové, od roku 1975 žil v Pardubicích. Vyučil se mědikovcem. Pracoval jako kapitán říční plavby nebo výtvarník v galerii. Výtvarně doprovodil tři básnické sbírky Pavla Rajchmana. Byl členem Klubu konkretistů KK3 a spolupracovníkem pardubického Uskupení Tesla.
Zemřel na konci března 2023 (26. března nebo dříve).

## Dílo
Jaroslav Jebavý, malíř a šífař, bývá považován za tvůrce ve spirituální tradici Františka Kupky a Václava Boštíka, kteří také pocházeli z východních Čech, byť nikoli ze spiritistického kraje, jako Jebavý. Jebavého přístup byl programový, používal předem určenou metodu, již v průběhu práce naplňoval, ať už šlo o kroužení třemi štětci najednou v přesně určených vrstvách nebo o kruhový obrazec vznikající v ploše ze čtyř segmentů. Malířské dílo mělo rysy performance a body-artového zkoumání limitů vlastního těla. Autor se zabýval hloubkou i plochou obrazu, využíval vrstevnatosti barevných úrovní, skládání ze čtyř modulů a nezvyklé barevné kombinatoriky.
Vystavoval samostatně a v rámci Klubu konkretistů KK3.

### Obrazy
Jaroslav Jebavý pracoval s kruhem jako základní jednotkou. Obrazy tvořil konceptuálním procesem: systémem kroužení třemi štětci najednou v mnoha vrstvách. Soustředěnou činností získalo plátno vlastnosti obrazovky, displeje, vodní hladiny, v níž tvary vznikají a zanikají, vyplouvají a zase se noří do hlubin struktury. Vrstvení barev způsobuje, že si různé obrazy – konfigurace ze struktury vytahuje samo vidění. V prostoru se Jebavého plátna nechovají jen jako obrazy, ale také vyzařují energii barev a také času a práce, kterou do nich autor vložil. Barevná plocha je podpůrnou strukturou, v níž se divákovo vědomí dokáže ztratit, rozplynout a zase nalézt.
Původní kroužené dvoumetrové obrazy z let 1999–2004 odkazovaly na čtyři základní elementy: zemi, oheň, vodu a vzduch, vícerozměrné prostory, čas, expanzi a koncentrickou gravitaci. U méně rozměrných obrazů z mezidobí 2006–2013 se význam přesunul k ploše, jejímu vlnění, které vytvářelo představu hladiny či displeje, na němž se zobrazuje cosi dalšího.
V letech 2015–2016 vznikla série odlišná, sedm obrazů s dominantou trojkruží. Tato plátna jsou plošná, nestojí za nimi metoda kroužení, je z nich více nápadné dědictví hard edge painting – malby ostrých hran. Navazují na kruhové průniky, tzv. dimenze inspirované Jebavého vlastními kolážemi. Po monografické výstavě Nic než kruhy v pardubické Gampě v roce 2017 začal Jaroslav Jebavý opět kroužit štětcem a výsledkem je černobílá a barevná série. V ní zahušťuje krouživou strukturu rastrem pravidelných čtverců.
Plátna Jaroslava Jebavého jsou výjimečná tím, že se nechovají jen jako obrazy, ale také vyzařují chvějivou energii barev a času. Jde vlastně o barevný časoprostor.
- Nebeské kruhy 1999–2004, dvanáct velkoformátových obrazů 200 × 200 cm, Černá tečka, Bílá tečka, Stále bez názvu, Horizont, Tetraedr, Pyramida...
- Kolínské vertikály – den a noc 2004, akryl, plátno, 200 × 250 cm
- Variace na jedno téma 2010
- Obrazy z mezidobí 2004–2014
- Můj malý soukromý vesmír, cyklus 22 pláten 2015–2016
- Tři kruhy 2015–2016
- Dimenze 2012–2016

### Kresby
Obrazy vždy doprovázely stejně monumentální kresby tužkou a uhlem, k nimž se postupně přidalo pohrávání si se zobrazivostí, poprvé v jedinečné kroužkované sérii z New Yorku.
- New York 2006–2012
- Barevné kresby 2009
- Kresby uhlem 2001

### Koláže
V letech 2010–2012 se Jaroslav Jebavý věnoval kolážím. Zlikvidoval zásobu svých starých katalogů a použil je v jiné formě a v jiných souvislostech, ale stále v kruzích. V další sérii používal kruhové nálepky a rastry, jež po nich zbyly.
- Černobílé koláže 2011
- Barevné koláže 2011

### Výstavy (výběr)
Výběr výstav:
- 1985 Jaroslav Jebavý: Obrazy, Galerie pod podloubím, Olomouc
- 2000 Jaroslav Jebavý, Východočeská galerie v Pardubicích, Pardubice
- 2002 Jaroslav Jebavý, Elektrárna, Uhersko
- 2003 Jaroslav Jebavý: Rok kresby, Galerie Univerzity Pardubice, Pardubice
- 2004 Jaroslav Jebavý, Galerie AMB, Hradec Králové (úvodní slovo Zbyněk Sedláček)
- 2009 Jaroslav Jebavý: Obrazy, Galerie Caesar, Olomouc (úvodní slovo Jiří Valoch)
- 2012 Jaroslav Jebavý: Dualita, Univerzita Pardubice, Fakulta chemicko-technologická, Pardubice
- 2017 Jaroslav Jebavý: Nic než kruhy, Galerie města Pardubic, Pardubice
- 2019 Jaroslav Jebavý: Kroužení, Galerie Litera, Praha
- 2019 Jaroslav Jebavý: Geometrie 2015-2018, Galerie AMB - Sbor kněze Ambrože, Hradec Králové
- 2020 Jaroslav Jebavý: Kružba, Geofyzikální ústav AV ČR, Praha

Účast na výstavách (výběr)
- 1990 Český týden, Krefeld, Německo
- 2003 Ornament v současném umění, Galerie moderního umění v Hradci Králové
- 2004 XXL Malerai, workshop a výstava, Kolín nad Rýnem, Německo
- 2005 Dostředivé okraje. Vizuální umění z Pardubického kraje, Nostický palác, Praha
- 2007 czeska piwnica, Lublin, Polsko
- 2008 Live Art of Explosia, Sýpka, Pardubice
- 2009 Doxnano!, DOX, Centrum současného umění / Centre for Contemporary Art, Praha
- 2010 Geometrie citlivosti, Galerie Caesar, Olomouc
- 2013 Klub konkretistů a přátelé: 45 let poté..., Oblastní galerie Vysočiny v Jihlavě, Jihlava
- 2015 Konkret/ism 1967–2015: Výstava KK3 Klubu konkretistů, Topičův salon, Praha
- 2017 Okouzleni řádem, Kostel sv. Vavřince, Klatovy
- 2018 Under the Aegis of the KK3, Kunsthaus Rehau, Germany
- 2019 50 Years later, Klub konkretistů o 50 let později, Galerie umění Karlovy Vary

### Galerie

Jaroslav Jebavý
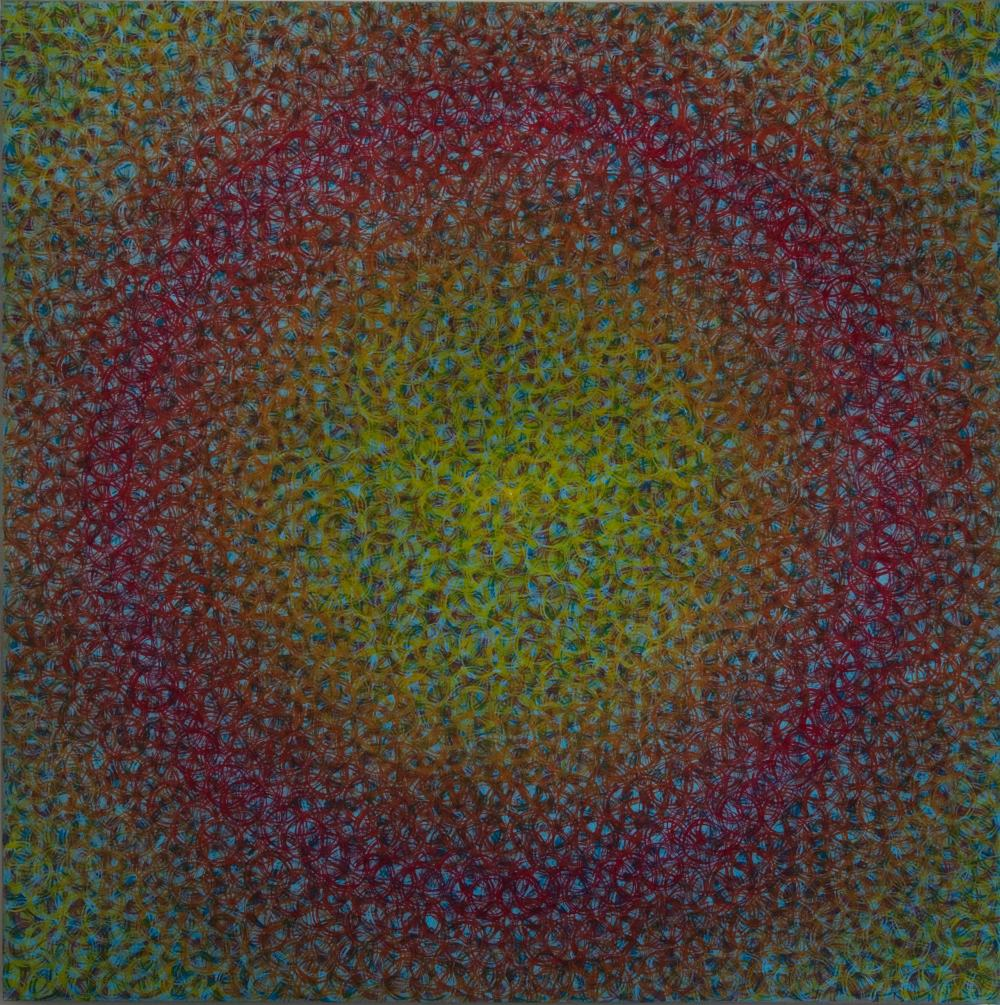
Jaroslav Jebavý Bílá tečka 1999 akryl, plátno 200 x 200 cm
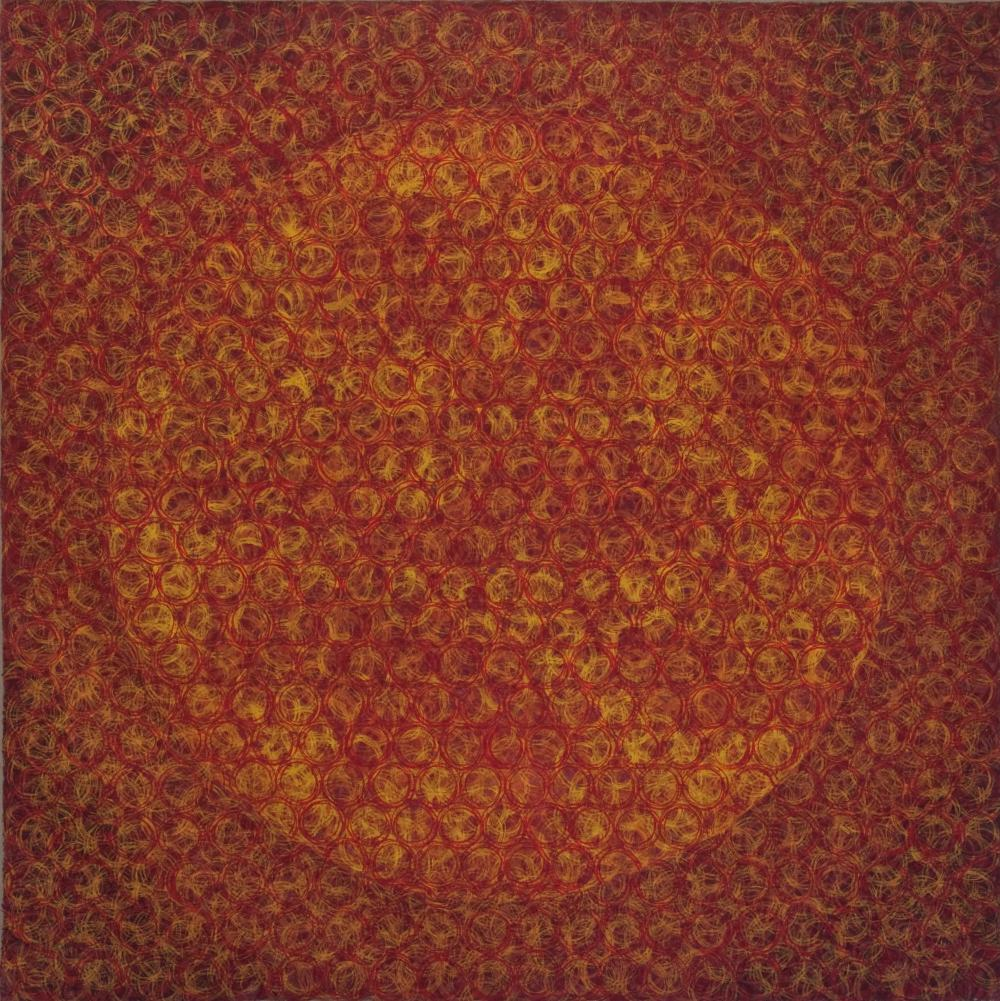
Jaroslav Jebavý Stále bez názvu 1999 akryl, plátno 200 x 200 cm
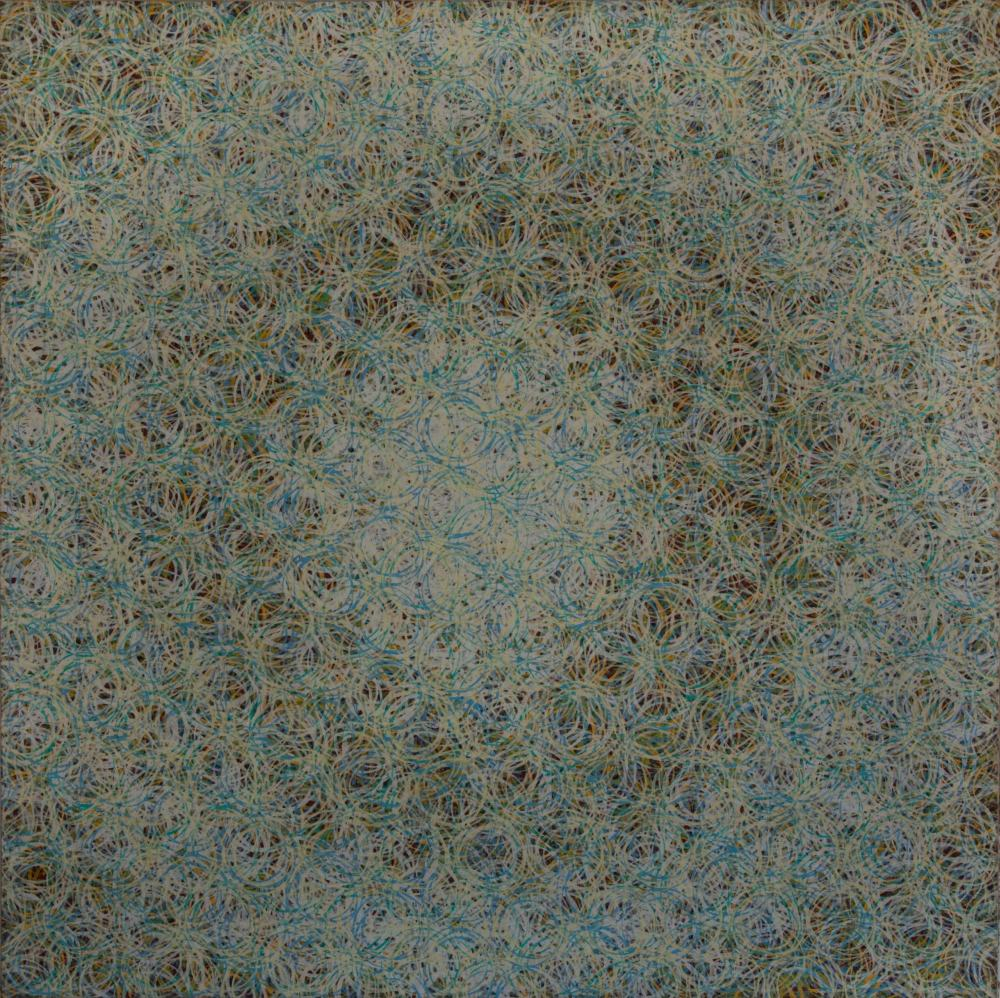
Jaroslav Jebavý Bílý ... 2004 akryl, plátno 200 x 200 cm
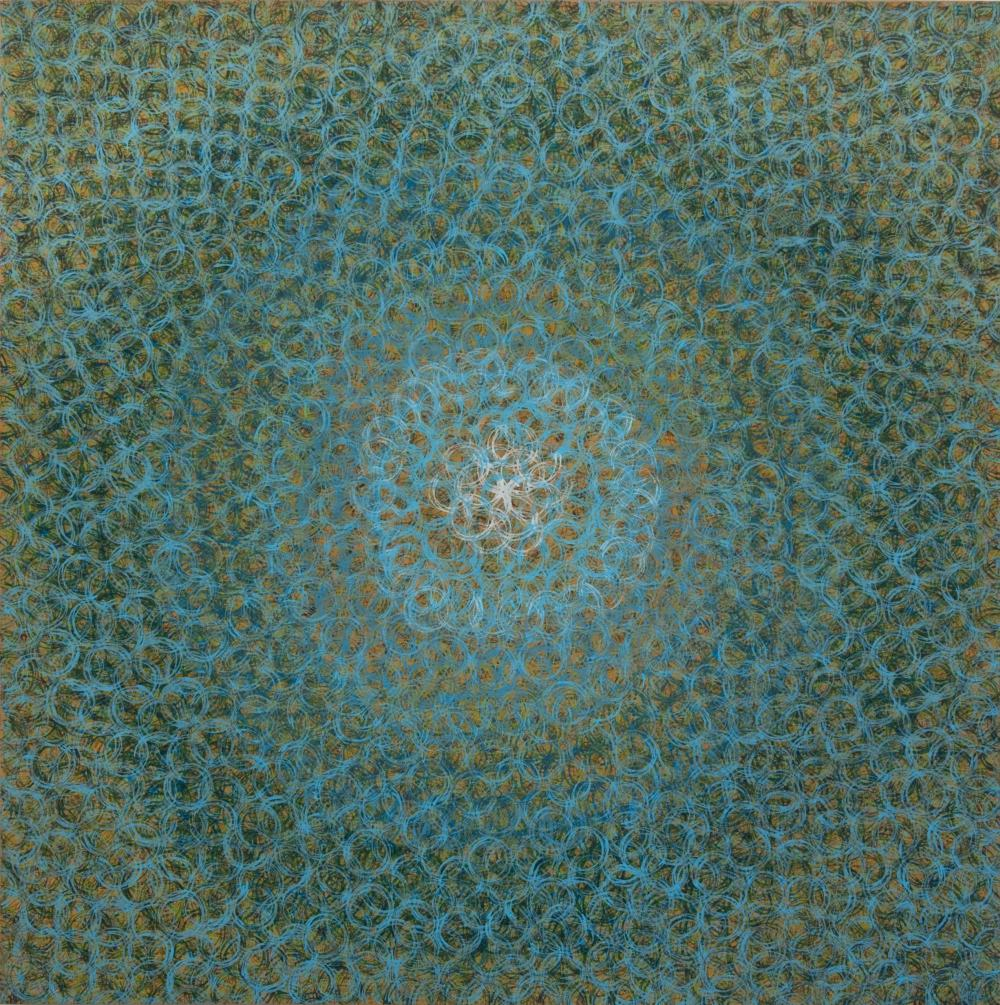
Jaroslav Jebavý Černá tečka 1999 akryl, plátno 200 x 200 cm
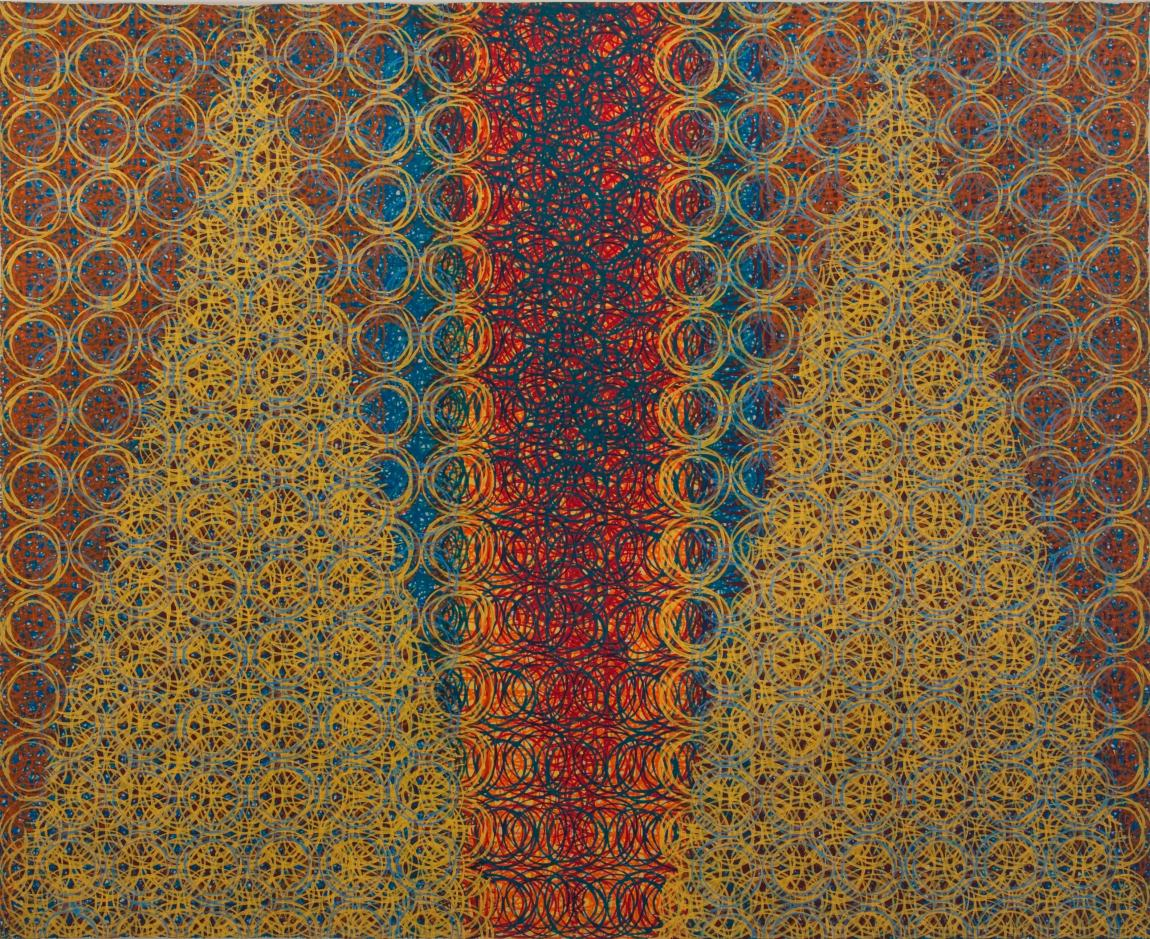
Jaroslav Jebavý Kolínské vertikály – den 2004 akryl, plátno 200 x 250 cm
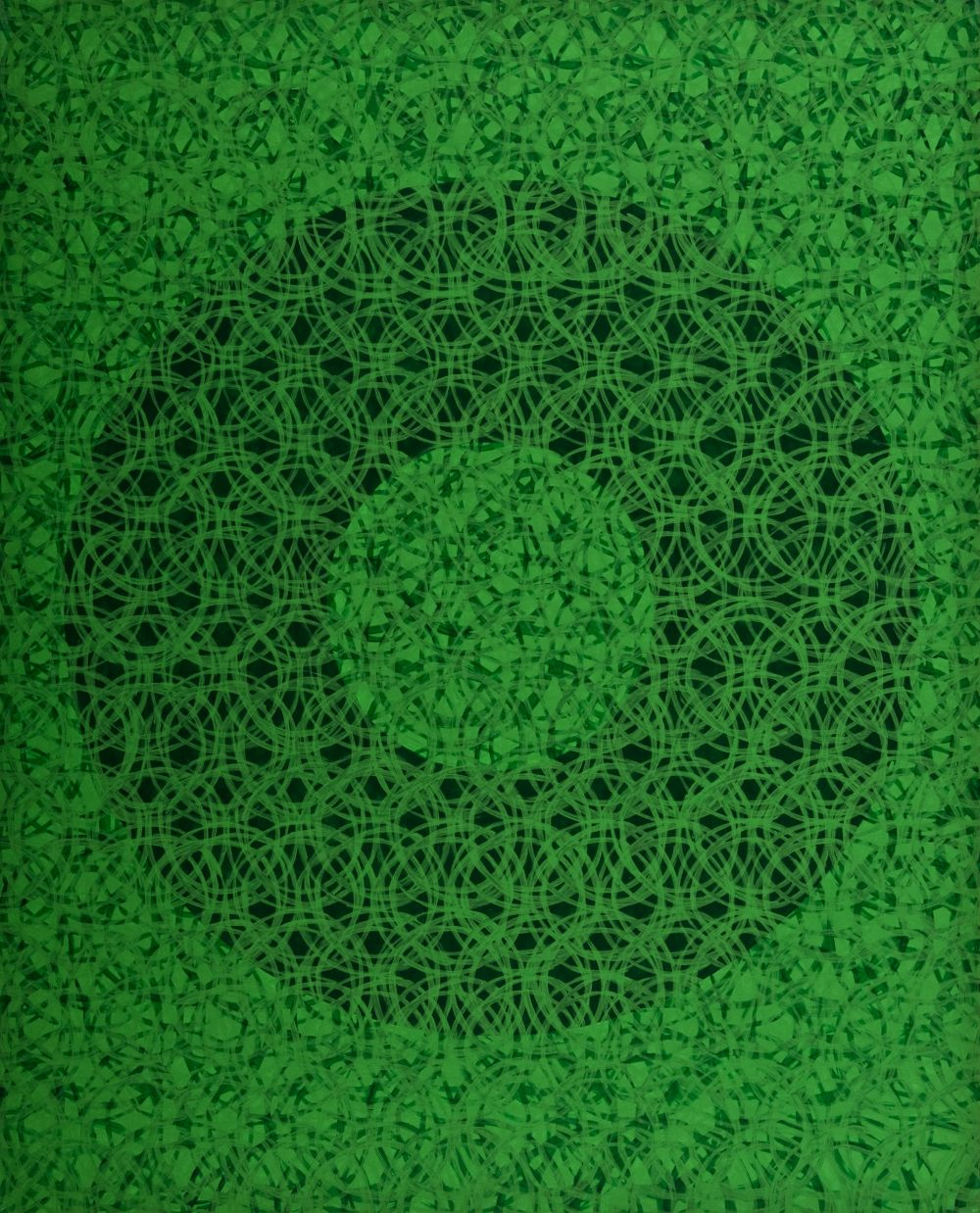
Jaroslav Jebavý Variace na jedno téma I 2013 akryl plátno 100 x 81 cm
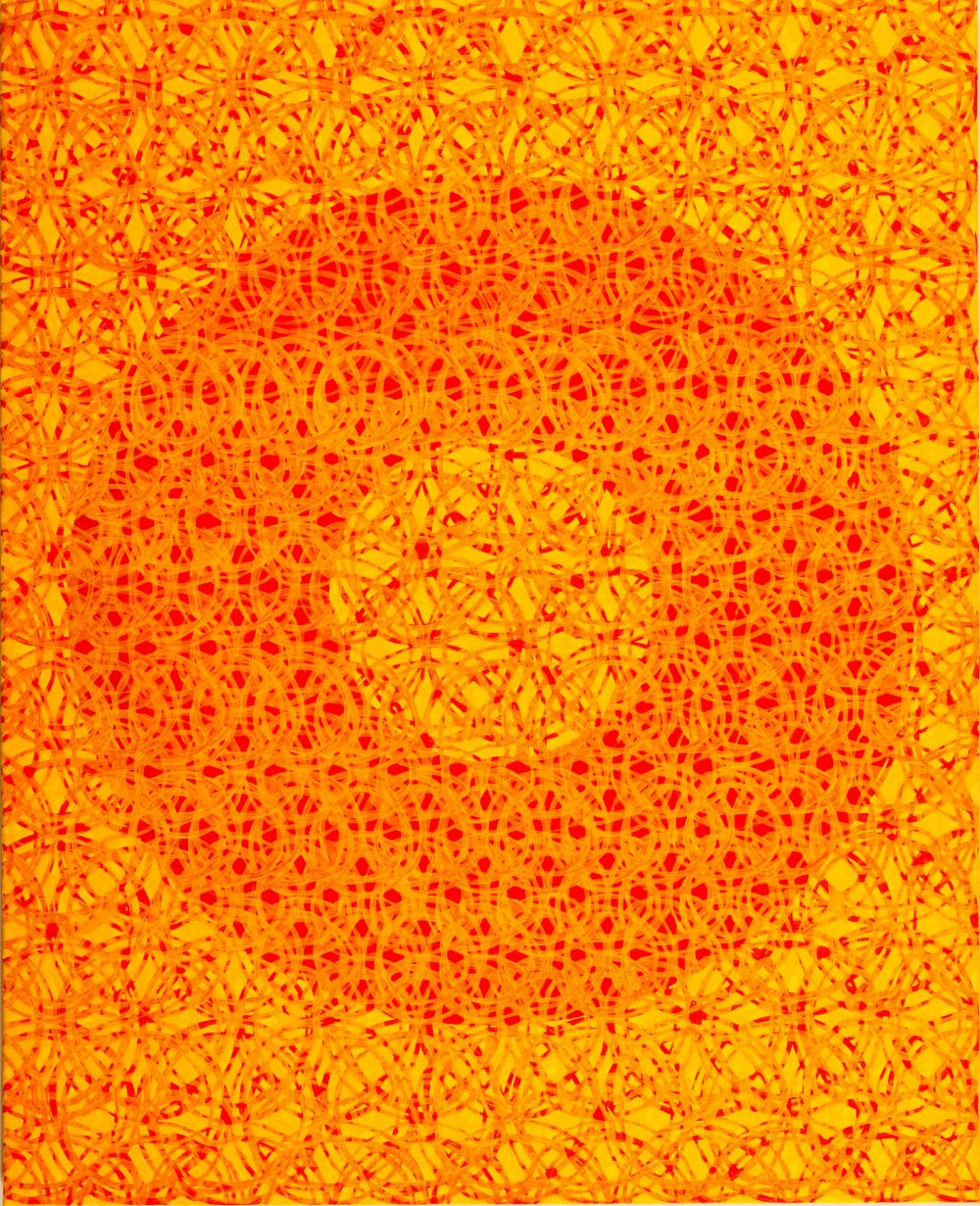
Jaroslav Jebavý Variace na jedno téma II 2013 akryl plátno 100 x 81 cm
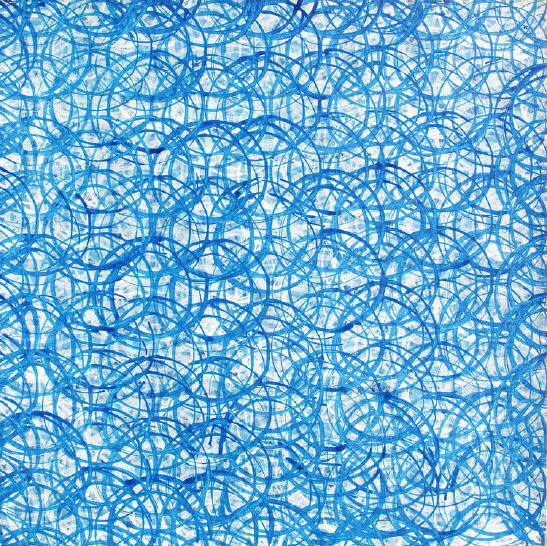
Jaroslav Jebavý Modro modrá 2001–2007 akryl, plátno, 50 x 50 cm
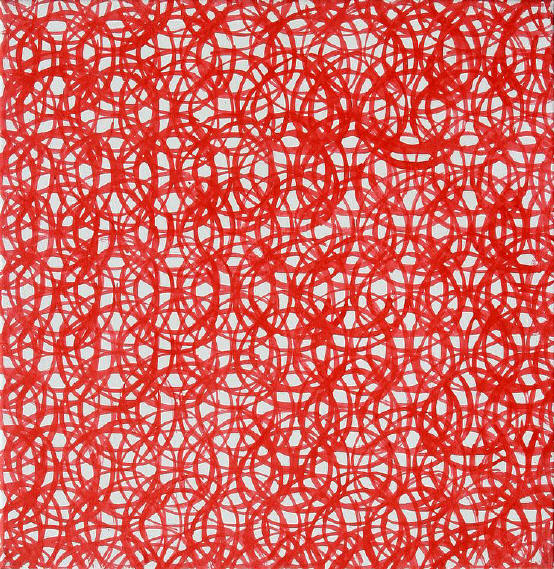
Jaroslav Jebavý Červená II 2001–2007 akryl, plátno, 50 x 50 cm
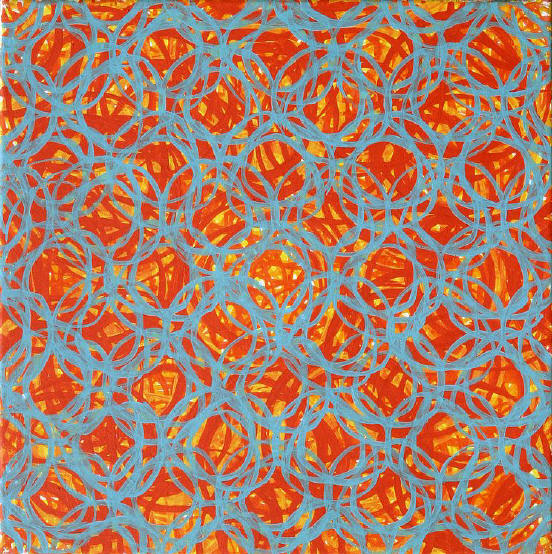
Jaroslav Jebavý Za modrozelenou 2001–2007 akryl, plátno, 50 x 50 cm
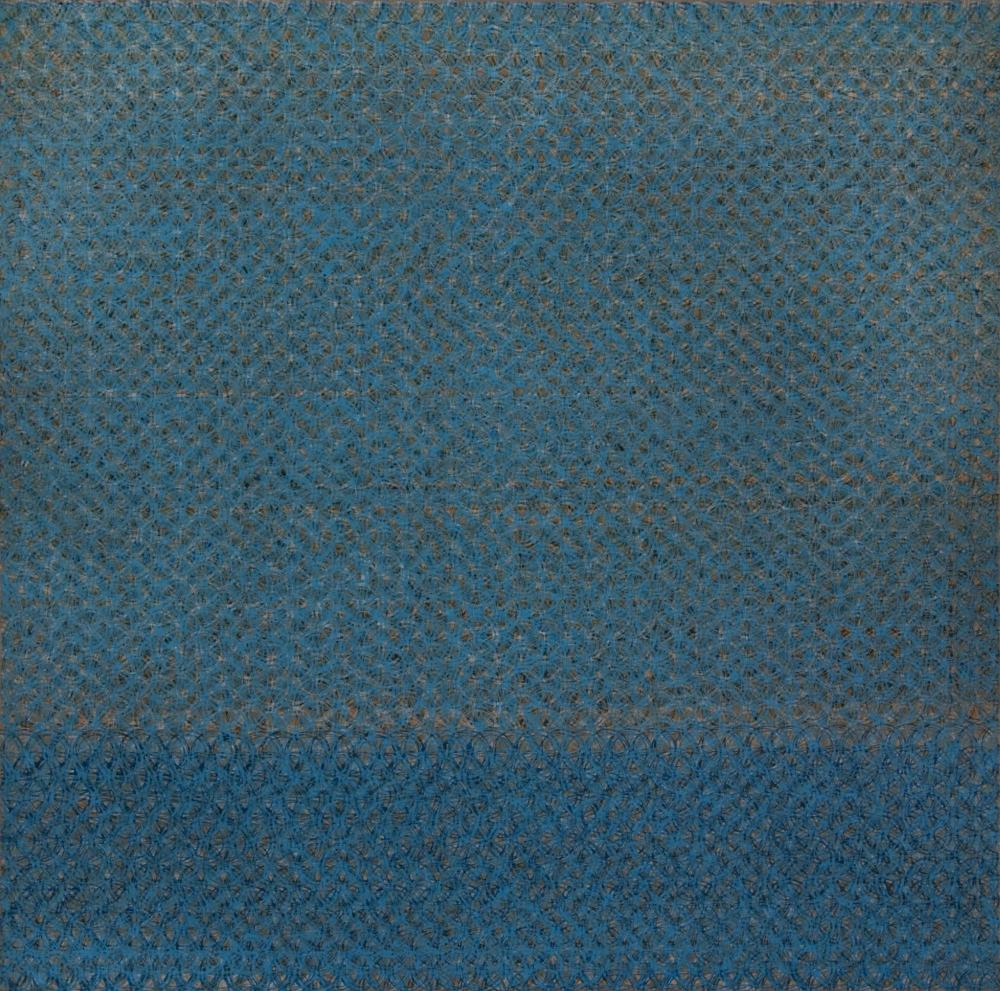
Jaroslav Jebavý Horizont 2000 akryl, plátno 200 x 200 cm
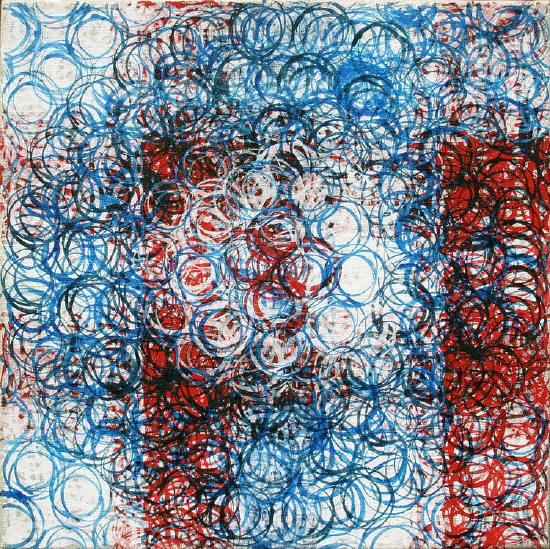
Jaroslav Jebavý Bez názvu I, 2001–2007 akryl, plátno, 50 x 50 cm
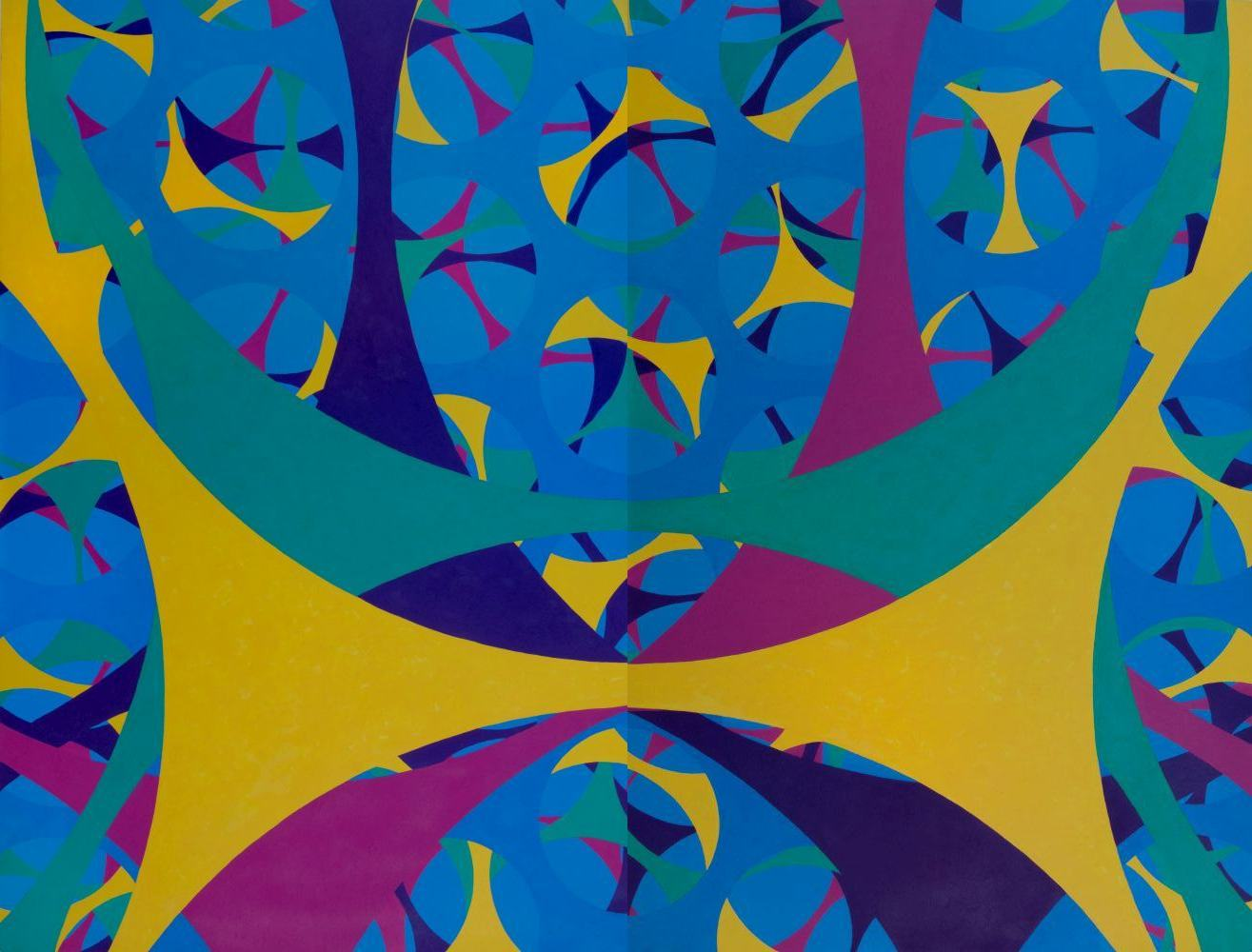
Jaroslav Jebavý Na kapkách rosy, 2015 z cyklu Dimenze akryl, dřevotříska, 150 x 200 cm
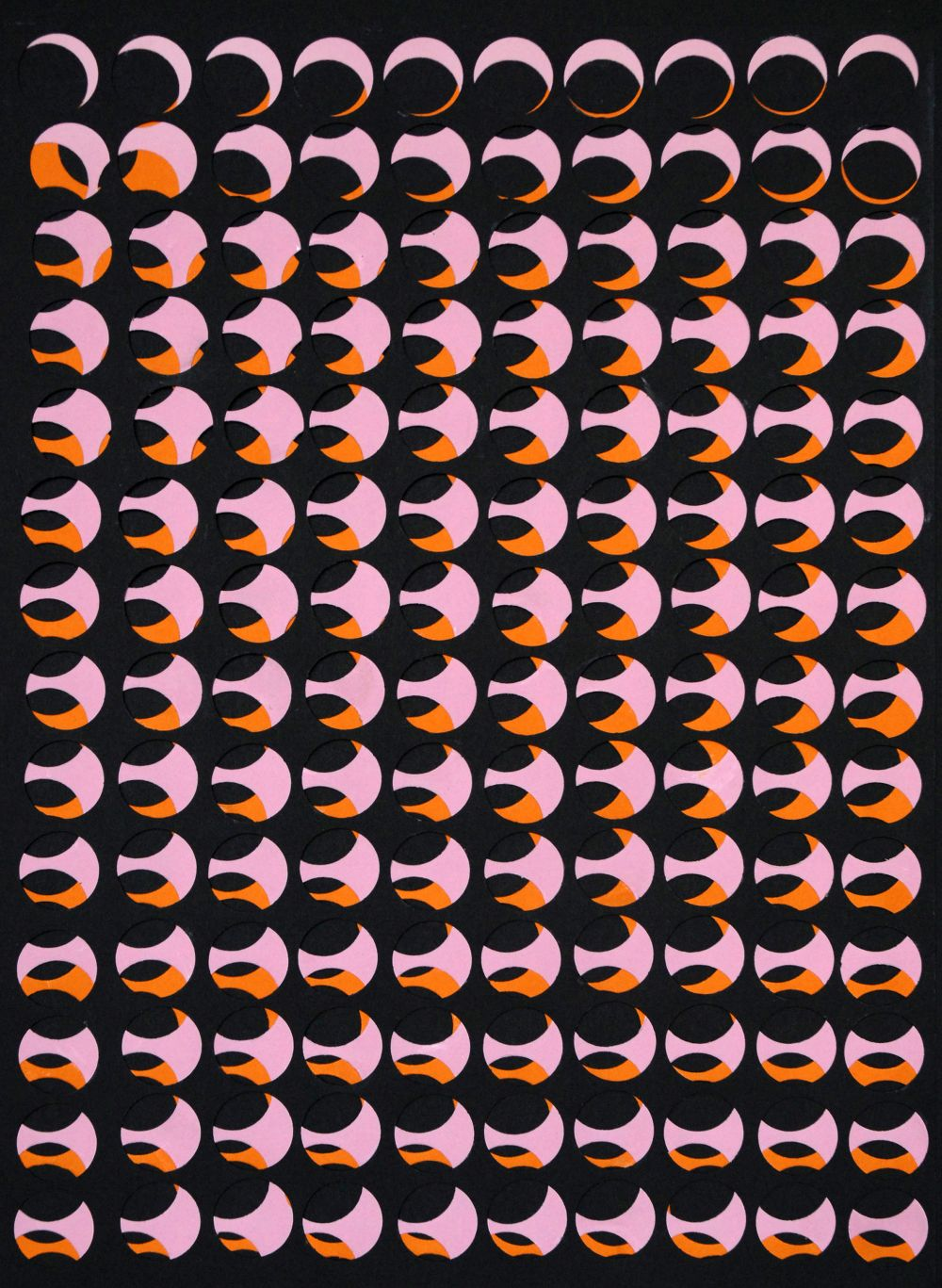
Jaroslav Jebavý Koláž I 2011, perforovaný barevný papír, 29,5 x 41,5 cm
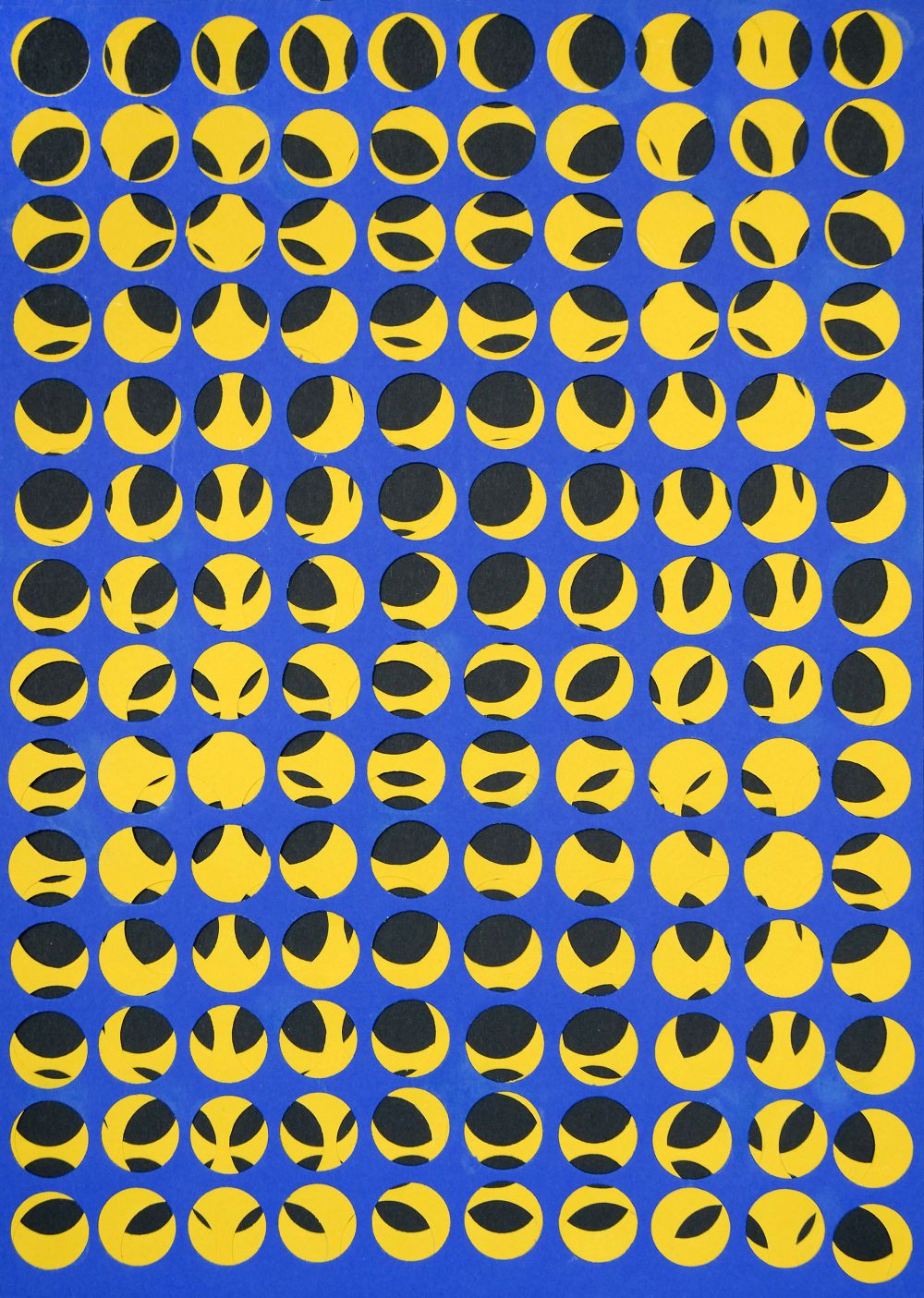
Jaroslav Jebavý Koláž II 2011, perforovaný barevný papír, 29,5 x 41,5 cm
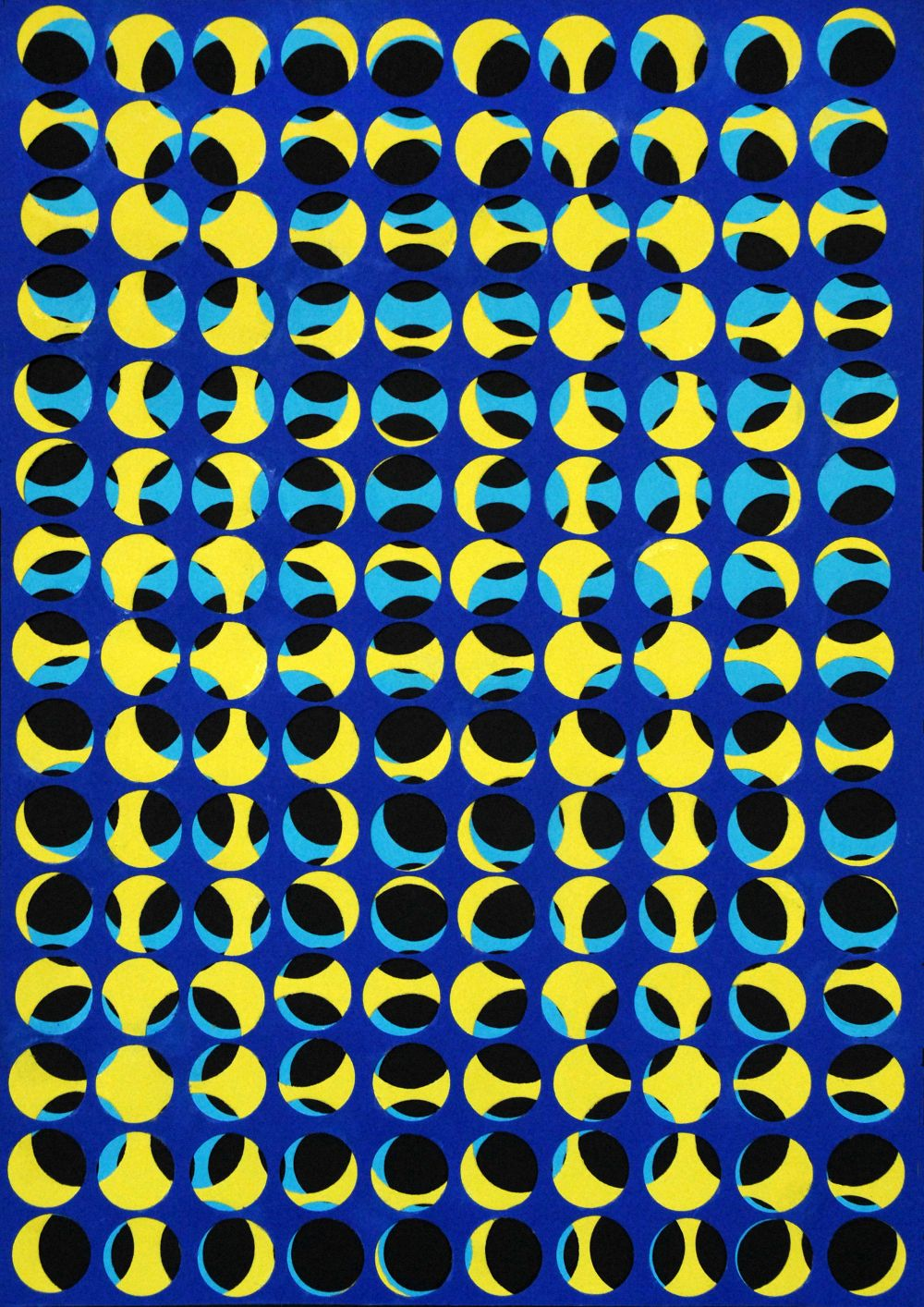
Jaroslav Jebavý Koláž III 2011, perforovaný barevný papír, 29,5 x 41,5 cm
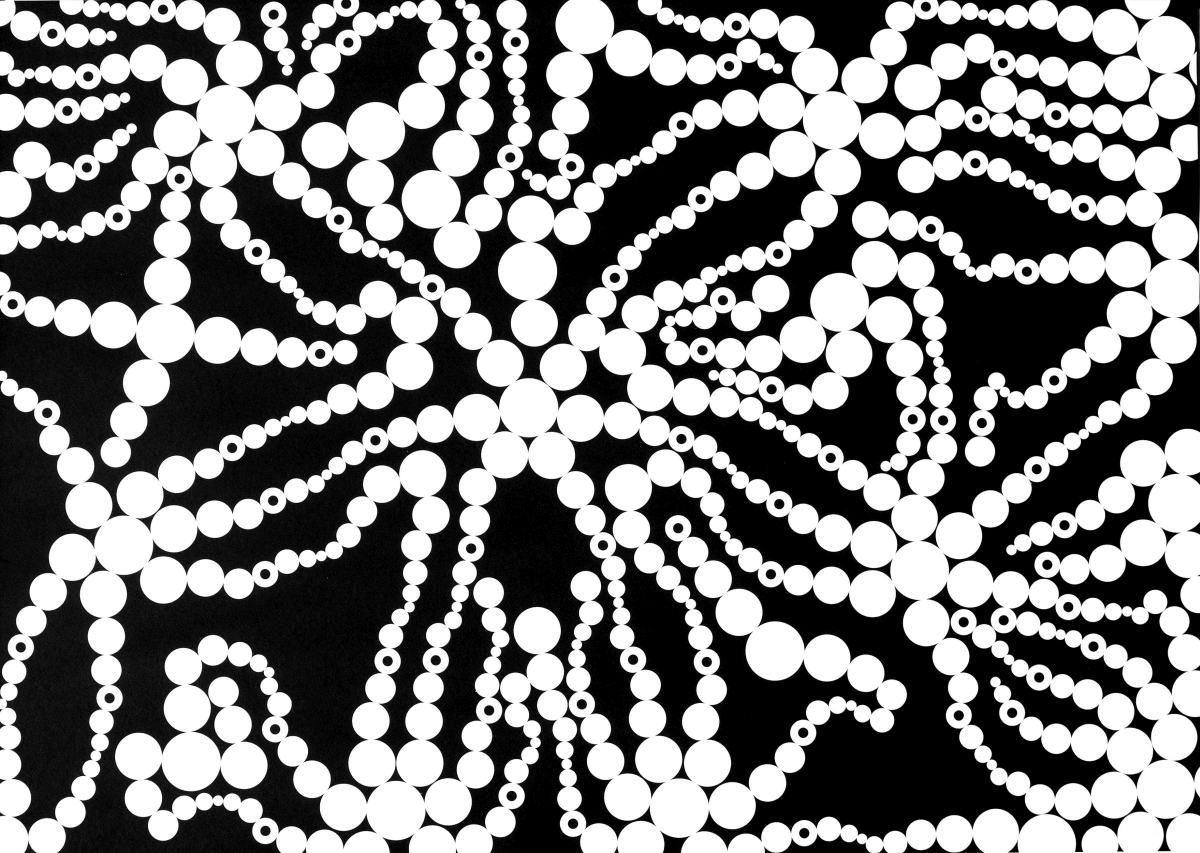
Jaroslav Jebavý Černobílá koláž I, 2011, samolepicí štítky, 50 x 70 cm
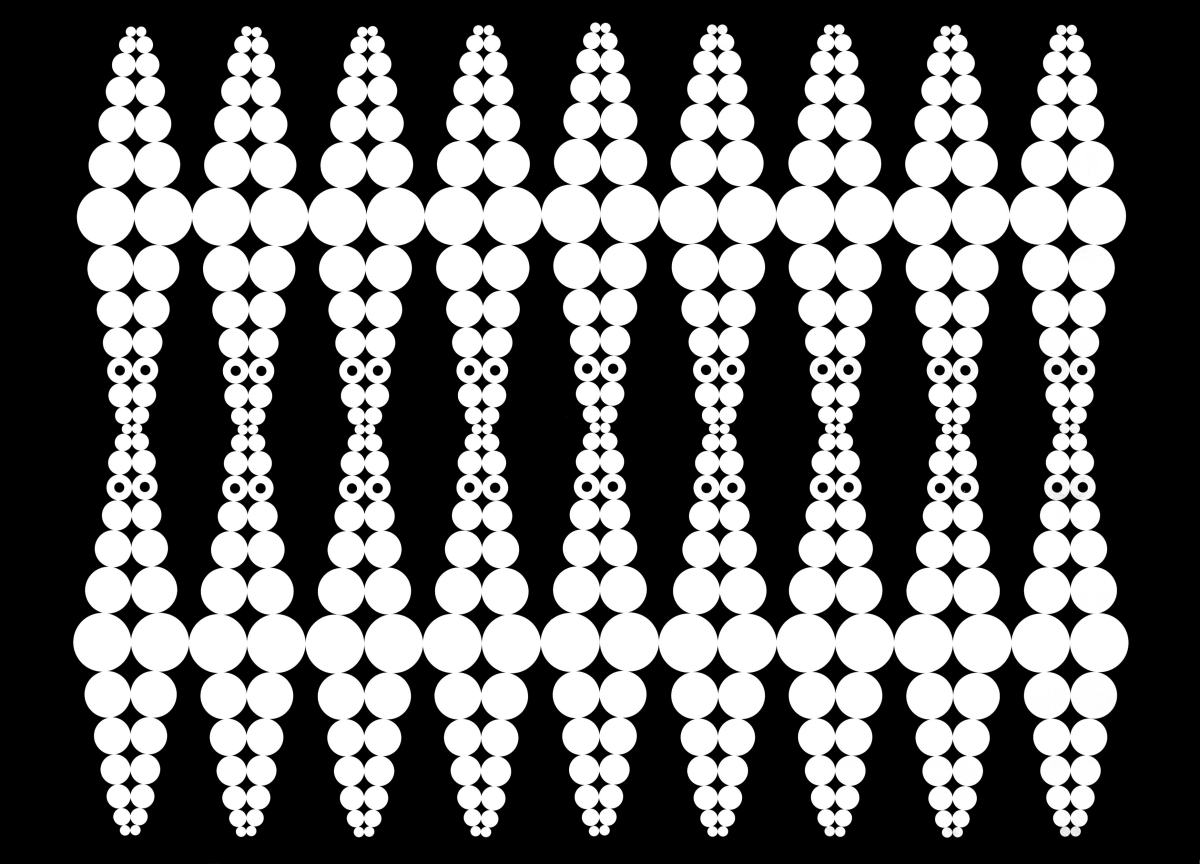
Jaroslav Jebavý Černobílá koláž III, 2011, samolepicí štítky, 50 x 70 cm
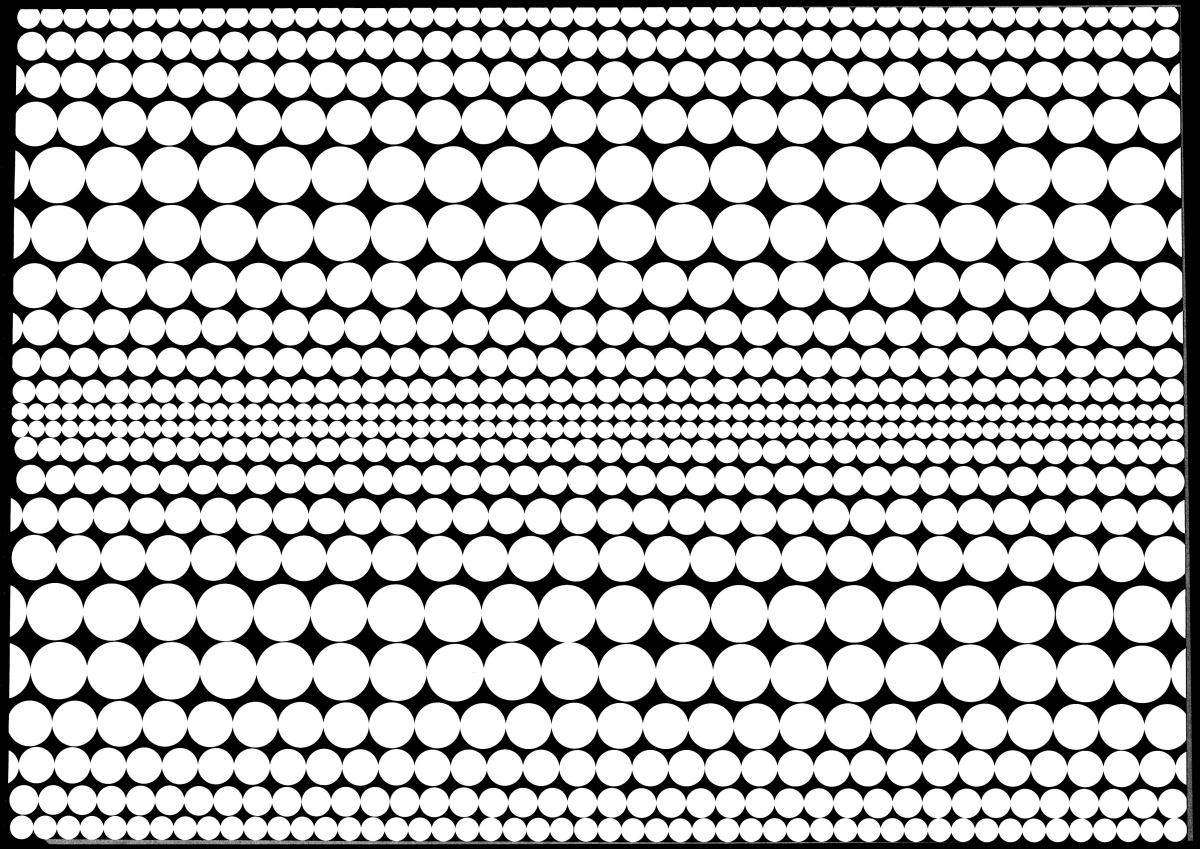
Jaroslav Jebavý Černobílá koláž II, 2011, samolepicí štítky, 50 x 70 cm
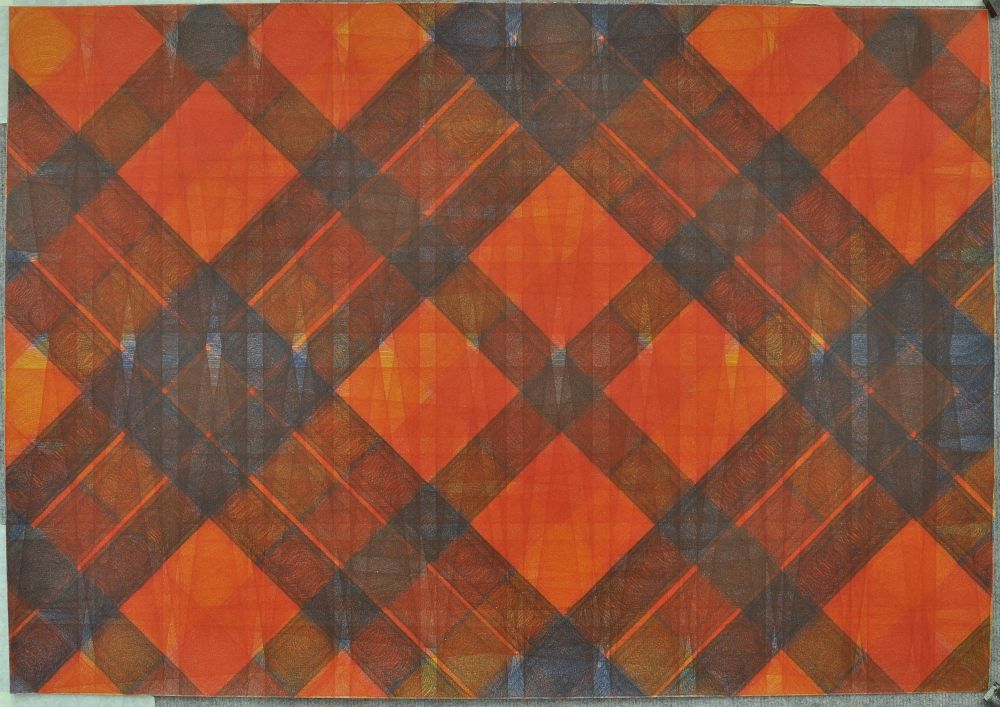
Jaroslav Jebavý Kresba IV, 2009, barevné tuhy, papír, 70 x 100 cm
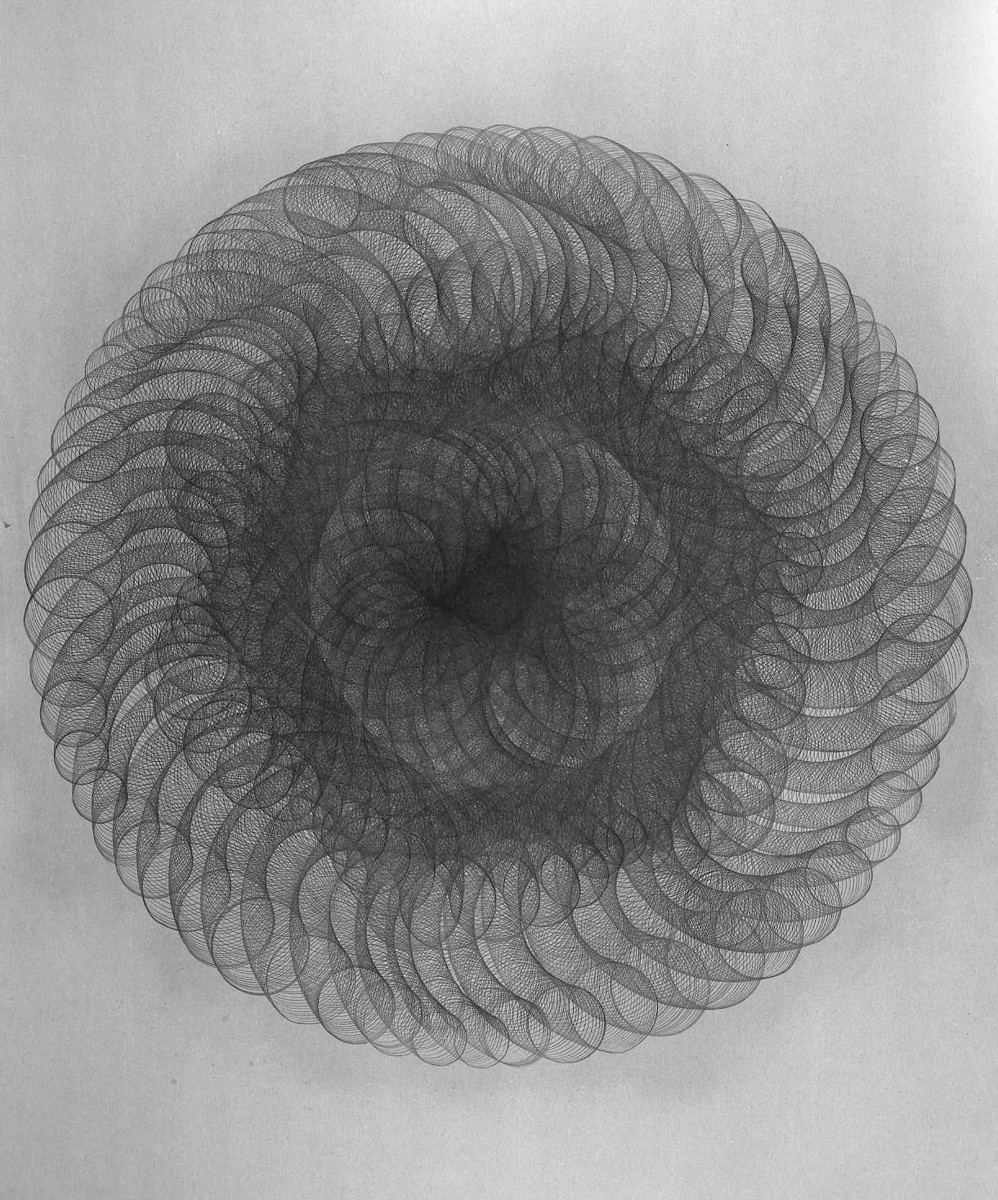
Jaroslav Jebavý Kresba I, 2002, tužka, papír, 133 x 110 cm
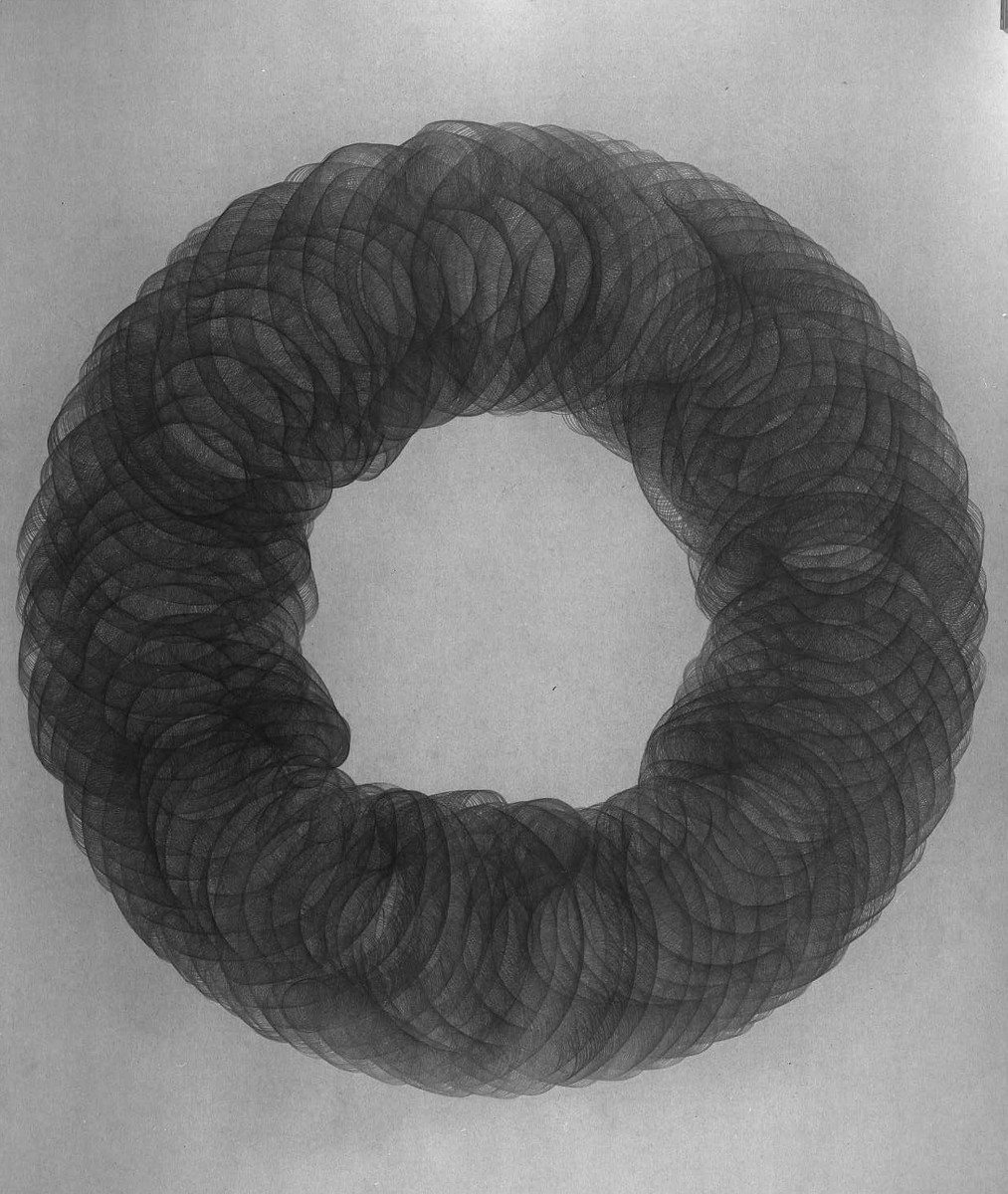
Jaroslav Jebavý Kresba II, 2002, tužka, papír, 133 x 110 cm
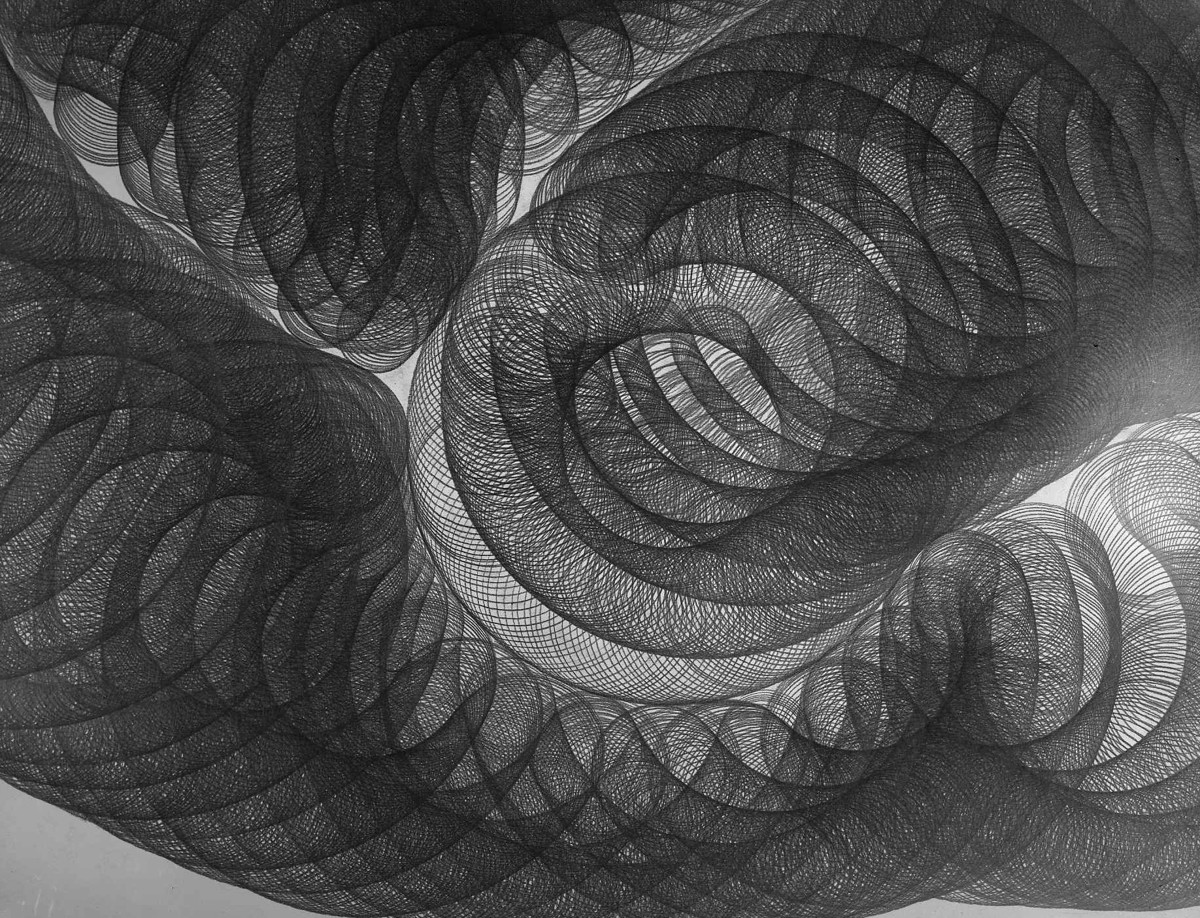
Jaroslav Jebavý Kresba III, 2002, tužka, papír, 110 x 150 cm
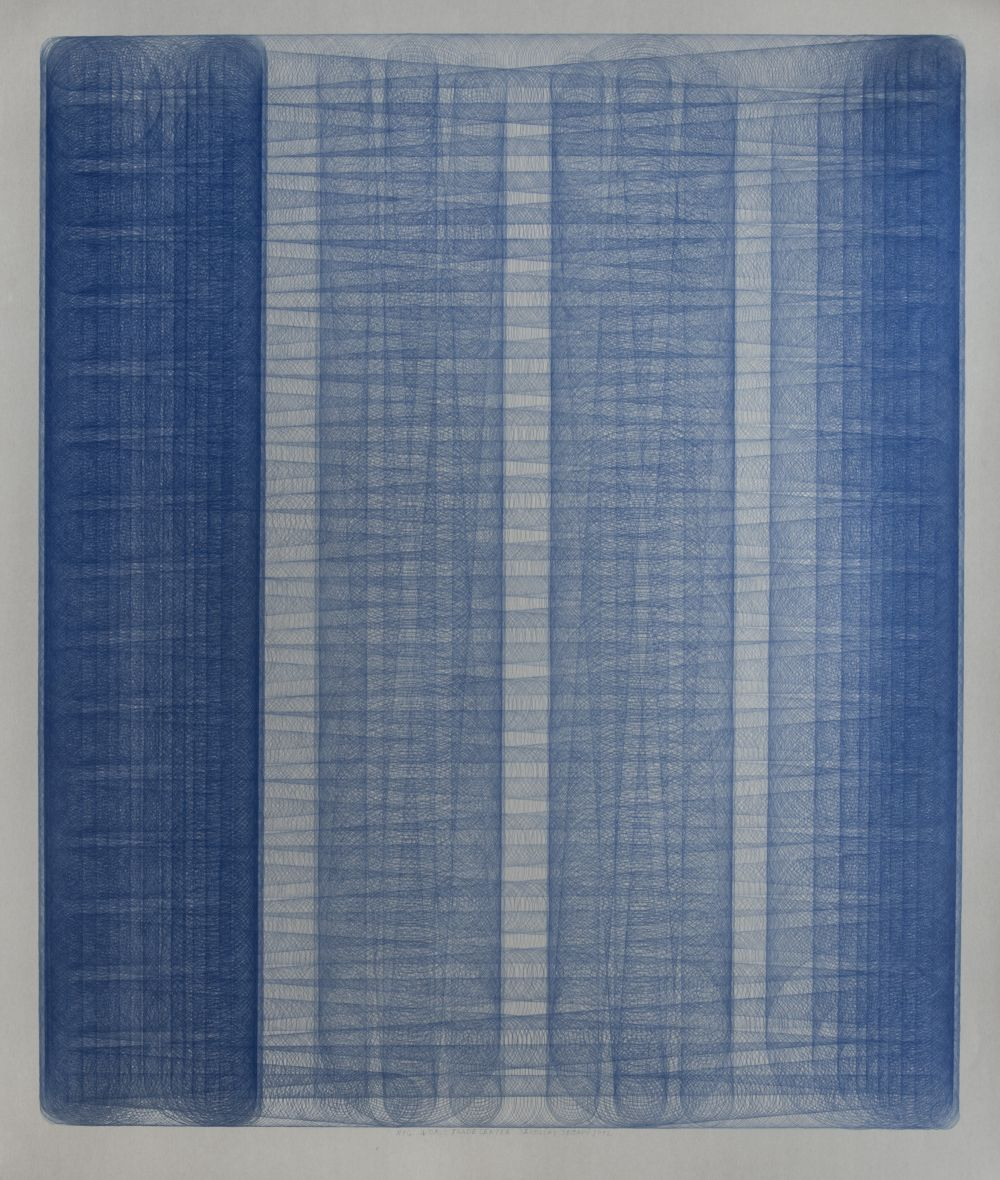
Jaroslav Jebavý Twin Towers, 2012, barevná tuha, papír, 133 x 110 cm
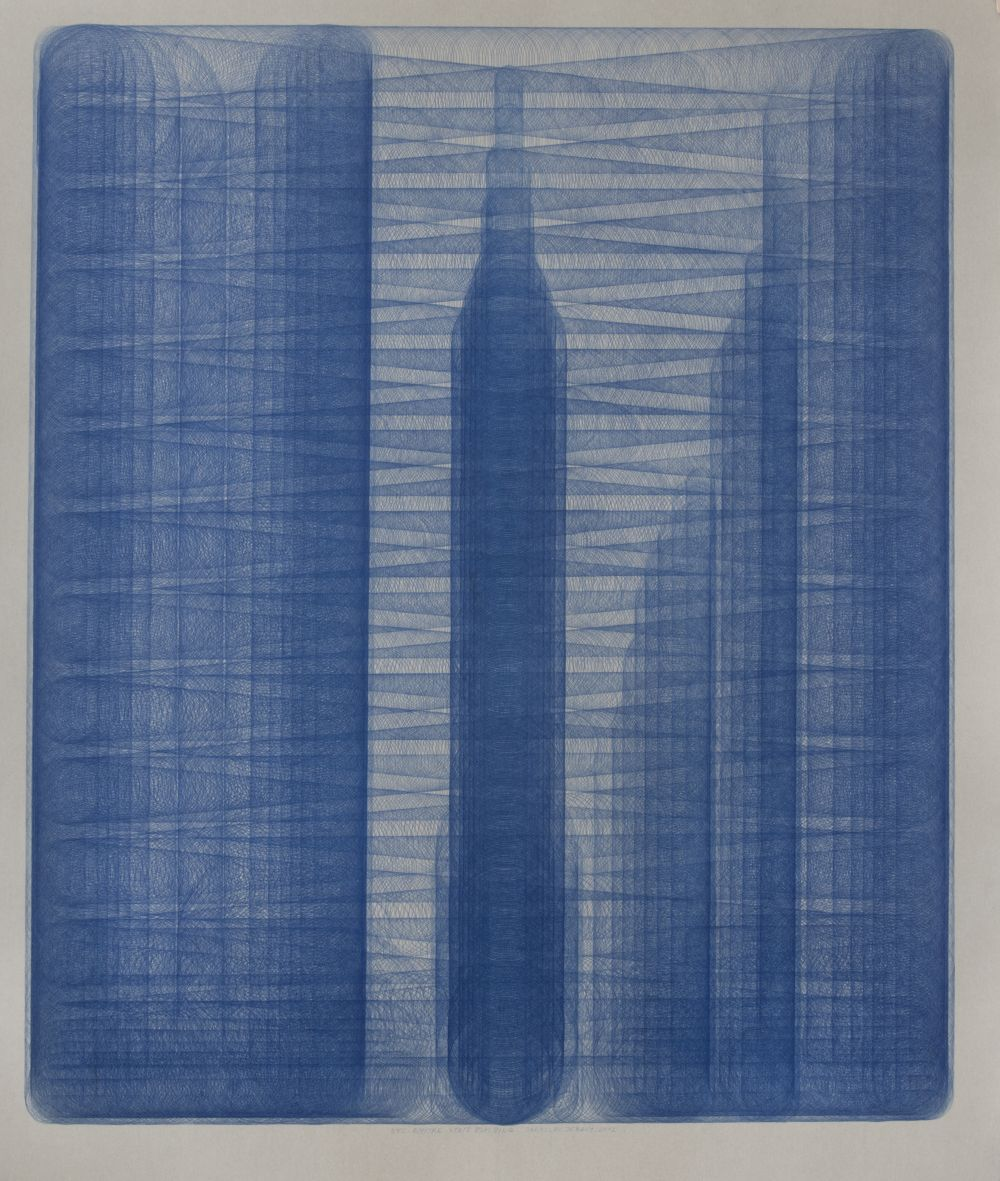
Jaroslav Jebavý Empire State Building, 2012, barevná tuha, papír, 133 x 110 cm
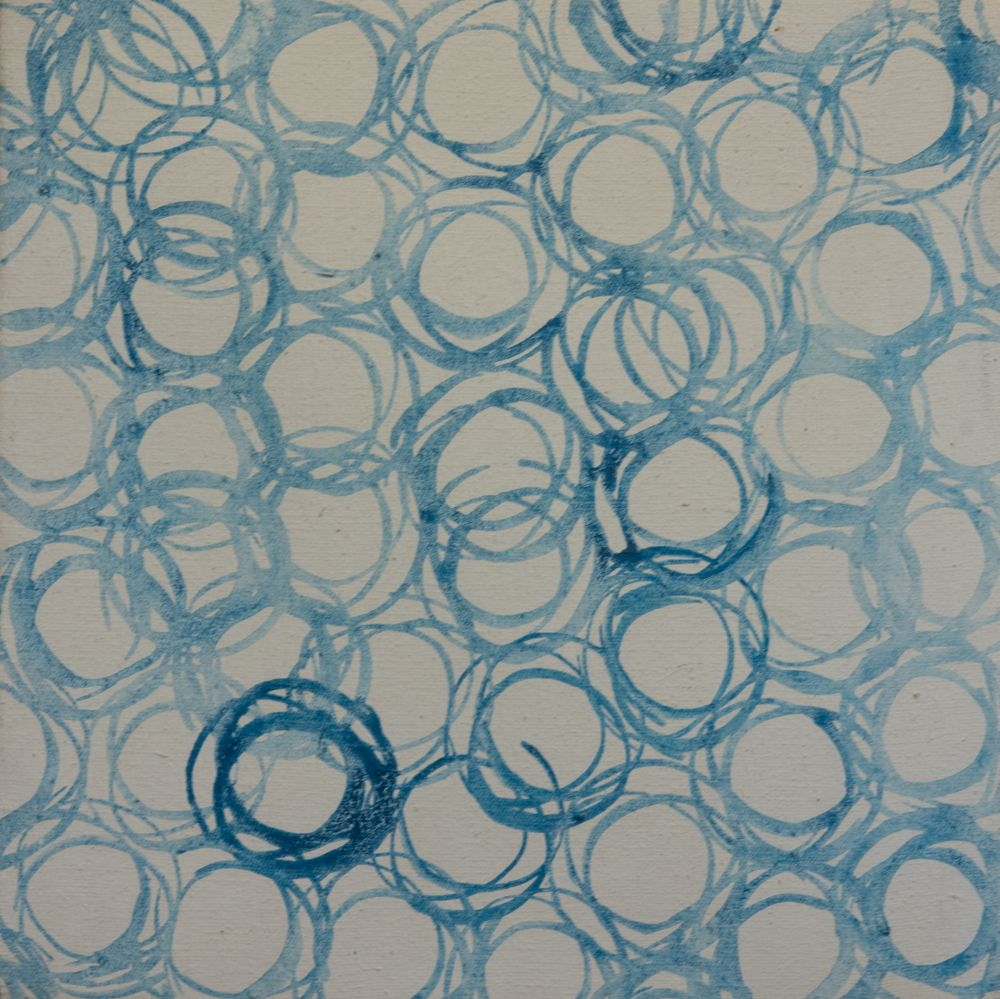
Jaroslav Jebavý Bez názvu 2001, akryl plátno 30 x 30 cm
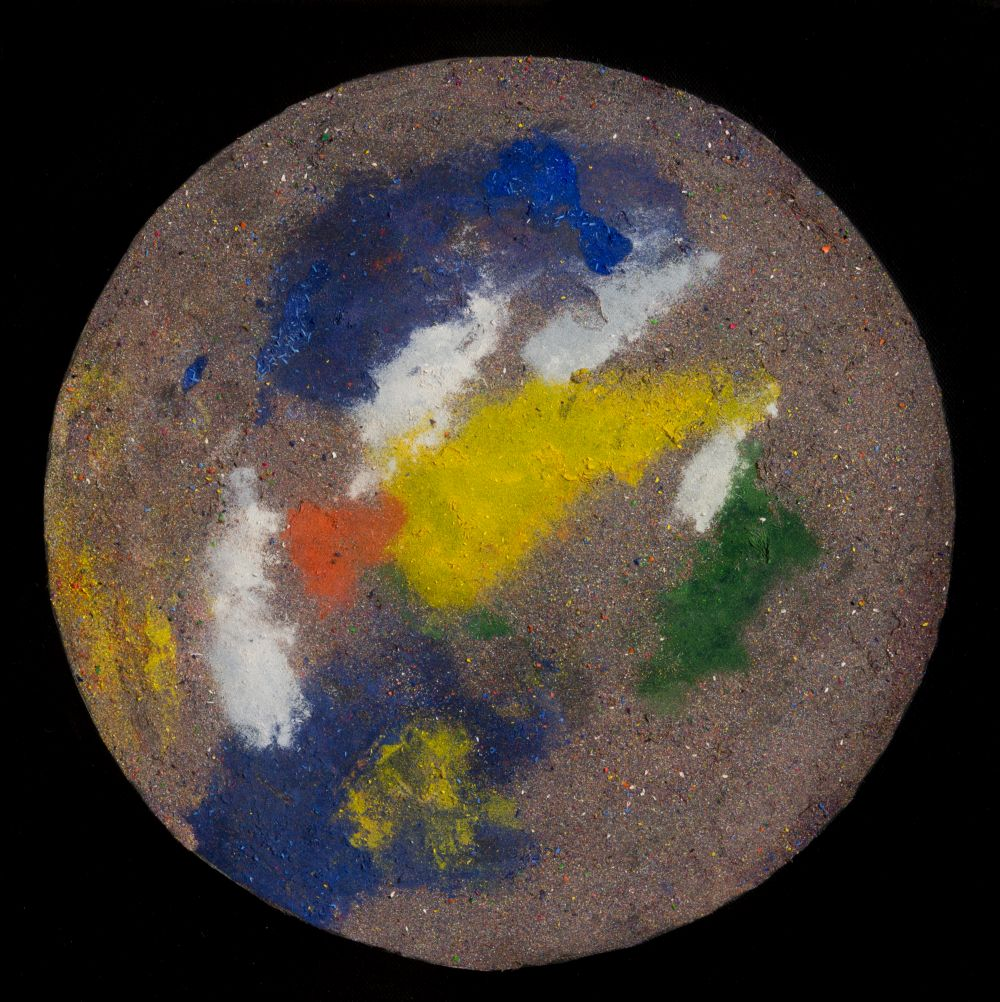
Jaroslav Jebavý Můj malý soukromý vesmír I 2015–2016, akryl, kombinovaná technika, 40 x 40 cm
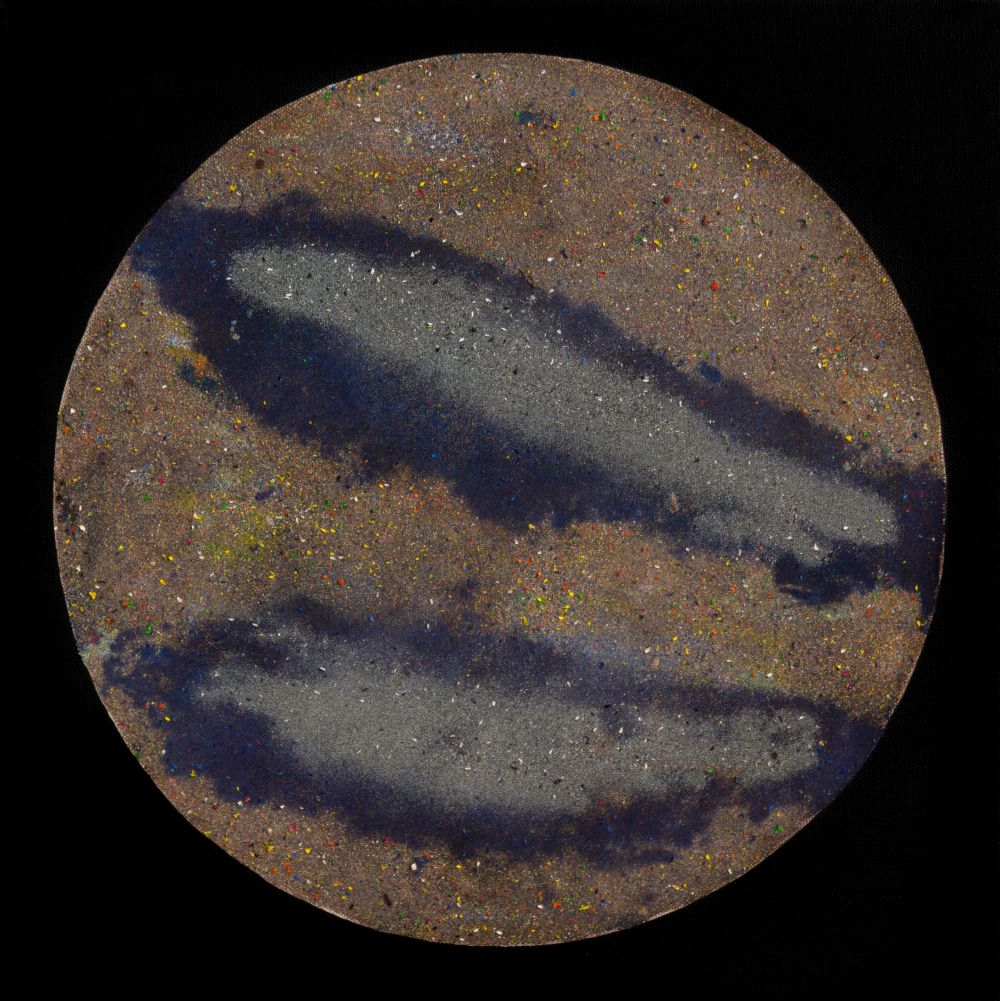
Jaroslav Jebavý Můj malý soukromý vesmír II 2015–2016, akryl, kombinovaná technika, 40 x 40 cm
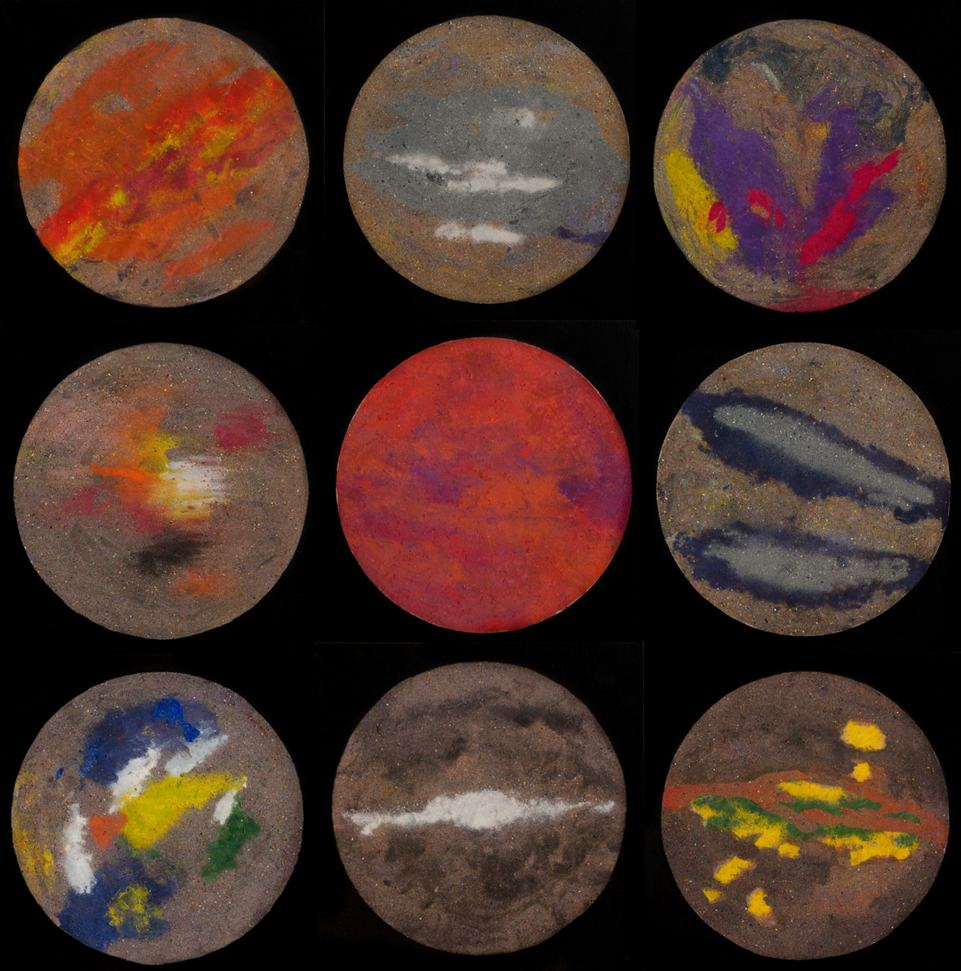
Jaroslav Jebavý Můj malý soukromý vesmír III 2015–2016, akryl, kombinovaná technika, 40 x 40 cm